# Стадион имени Владимира Бута
Стадио́н и́мени Влади́мира Бу́та — стадион в Новороссийске, Россия. Построен в 1990 году под названием «Строитель», в 2004 году переименован в честь вице-президента местного футбольного клуба «Черноморец» Владимира Георгиевича Бута, убитого в 1993 году.

## Основные характеристики стадиона
Год постройки: 1990.
Реконструкция: 2004.
Вместимость: 1500.
Информационное табло: 1 обычное.
Осветительные мачты: 3 (обеспечивают вертикальную освещённость 800 люкс).

### Поле
Размер игрового поля: 105×68 м (без подогрева).
Газон: искусственный.

### Трибуны
Количество трибун: 1.
Действующие: 1 («Запад»).
На реконструкции: 0.
Трибуна «Запад» — 1500 мест.

## Адрес
- 353900, Новороссийск, ул. Анапское шоссе, 51.